# Jan Mathiasen
Jan Mathiasen, né le 9 mai 1957 à Fredericia, est un skipper danois.

## Carrière
Jan Mathiasen participe aux Jeux olympiques d'été de 1988 à Séoul et remporte la médaille de bronze dans la catégorie du soling.